# تحول وبائي
يعتبر التحول الوبائي في علم السكان وجغرافيا الطب نظرية «تصف تغير الأنماط السكانية من ناحية الخصوبة، ومتوسط العمر المتوقع، ومعدل الوفيات والأسباب الرئيسية للوفاة.» يمكن أن تُتبع مرحلة التنمية التي تتميز بزيادة مفاجئة في معدلات النمو السكاني الناتجة عن تحسين الأمن الغذائي والابتكارات في مجال الصحة العامة والطب، بإعادة تسوية مستوى النمو السكاني بسبب الانخفاض اللاحق في معدلات الخصوبة. يمكن أن يفسر هذا التحول حلول الأمراض المزمنة محل الأمراض المعدية بمرور الوقت بسبب زيادة العمر الافتراضي بفضل تحسين الرعاية الصحية والوقاية من الأمراض. طرح عبد العمران هذه النظرية أصلًا في عام 1971.

## النظرية
قسم عمران التحول الوبائي للوفيات إلى ثلاث مراحل، تحل الأمراض المزمنة في آخر مرحلة محل الأمراض المعدية كسبب رئيسي للوفاة. وتشمل هذه المراحل:
1. عصر الوباء والمجاعة: يكون فيه معدل الوفيات مرتفع ومتقلب، ما يمنع النمو السكاني المستدام، ويتأرجح متوسط العمر المتوقع المنخفض والمتغير بين 20 و40 عامًا. يتميز بزيادة الأمراض المعدية وسوء التغذية والمجاعة التي كانت شائعة خلال العصر الحجري الحديث. قبل التحول الأول، كان أسلاف الإنسان صيادين وجامعين وباحثين عن الطعام، إذ مكنت مجموعة صغيرة ومتفرقة من السكان أسلوب الحياة هذا جزئيًا. ولكن، عرضت مصادر الغذاء الموسمية وغير الموثوقة المجتمعات للخطر لفترات من سوء التغذية.
2. عصر انحسار الأوبئة: يتراجع معدل الوفيات تدريجيًا، ويتسارع معدل التراجع مع انخفاض معدل انتشار الأوبئة. يزداد متوسط العمر المتوقع بشكل مطرد من نحو 30 إلى 50 عامًا. ويصبح النمو السكاني مستدام ويبدأ في التزايد.
3. عصر الأمراض التنكسية والأمراض التي يصنعها الإنسان: يستمر معدل الوفيات في الانخفاض ويقترب في النهاية من الاستقرار عند مستوى منخفض نسبيًا. ترتبط الوفيات بشكل متزايد بالأمراض التنكسية، وأمراض القلب، والأوعية الدموية،، والسرطان والعنف، والحوادث وتعاطي المخدرات، ويرجع بعضها أساسًا إلى أنماط السلوك البشري. يرتفع متوسط العمر المتوقع عند الولادة تدريجيًا حتى يتجاوز الخمسين عامًا. تصبح الخصوبة خلال هذه المرحلة العامل الحاسم في النمو السكاني.

اقترح باريت وآخرون في عام 1998 مرحلتين إضافيتين تقل فيهما أمراض القلب والأوعية الدموية كسبب للوفاة بسبب التغيرات في الثقافة، ونمط الحياة، والنظام الغذائي والأمراض المرتبطة بزيادة انتشار الشيخوخة. في المرحلة النهائية، يسيطر الأشخاص الذين يتمكنون من الوصول إلى التعليم والرعاية الصحية على الأمراض إلى حد كبير، لكن تستمر التفاوتات.
1. عصر انخفاض معدل الوفيات الناجمة عن الأمراض القلبية الوعائية والشيخوخة والأمراض الناشئة: تعمل التطورات التكنولوجية في الطب على استقرار معدلات الوفيات والولادات عند مستويات منخفضة. تصبح الأمراض الناشئة مميتة بشكل متزايد بسبب مقاومة المضادات الحيوية، ومسببات الأمراض الجديدة مثل الإيبولا أو زيكا، والطفرات التي تسمح لمسببات الأمراض القديمة بالتغلب على المناعة البشرية.
2. عصر جودة الحياة المنشودة مع استمرار التفاوتات: ينخفض معدل الولادات مع إطالة العمر، ما يؤدي إلى توازن السكان عمريًا. تستمر التفاوتات الاجتماعية والاقتصادية والعرقية والجنسانية في إظهار اختلافات في معدلات الوفيات والخصوبة.

يحدث التحول الوبائي عندما يمر بلد ما بعملية الانتقال من حالة الدولة النامية إلى حالة الدولة المتقدمة. تقلل التطورات في الرعاية الصحية والطب الحديث، مثل المضادات الحيوية، معدلات وفيات الرضع كثيرًا وتطيل متوسط العمر المتوقع، بالإضافة إلى الانخفاض اللاحق في معدلات الخصوبة، ما يعكس الانتقال إلى الأمراض المزمنة والتنكسية كأسباب أكثر أهمية للوفاة.
تستخدم نظرية التحول الوبائي أنماط الصحة والمرض بالإضافة إلى أشكال المحددات والنتائج الديموغرافية والاقتصادية والاجتماعية لهذه الأنماط.